# Sclerocyphon nitidus
Sclerocyphon nitidus is een keversoort uit de familie keikevers (Psephenidae). De wetenschappelijke naam van de soort werd in 1986 gepubliceerd door Davis.